# Lantaarnvis
De lantaarnvis (Lampanyctodes hectoris) is een straalvinnige vis uit de familie van lantaarnvissen (Myctophidae) en behoort derhalve tot de orde van lantaarnvisachtigen (Myctophiformes). De vis kan een lengte bereiken van 7 cm. De hoogst geregistreerde leeftijd is 3 jaar. De vis heeft grote, zilver omrande ogen en lichtgevende organen die door de huid heen schijnen.

## Leefomgeving
Lampanyctodes hectoris is een zoutwatervis. De vis prefereert een tropisch klimaat en heeft zich verspreid over de Grote en Atlantische Oceaan. De diepteverspreiding is 0 tot 100 m onder het wateroppervlak waar het zich in grote scholen verzamelt.

## Relatie tot de mens
Lampanyctodes hectoris is voor de visserij van aanzienlijk commercieel belang. De vis wordt gevangen voor verwerking in vismeel en/of visolie. In de hengelsport wordt er weinig op de vis gejaagd.
1. ↑  (en) Lantaarnvis op de IUCN Red List of Threatened Species.
2. 1 2  (en) Knight, Lindsay (1995). Discover, Under the Sea. Sheena Coupe, p. 29. ISBN 9780783547602.